# José Alberto Costa
José Alberto Costa (født 31. oktober 1953) er en portugisisk fodboldspiller.

## Portugals fodboldlandshold
| Portugals landshold | Portugals landshold | Portugals landshold |
| År                  | Kmp                 | Mål                 |
| ------------------- | ------------------- | ------------------- |
| 1978                | 5                   | 1                   |
| 1979                | 3                   | 0                   |
| 1980                | 4                   | 0                   |
| 1981                | 7                   | 0                   |
| 1982                | 1                   | 0                   |
| 1983                | 4                   | 0                   |
| Total               | 24                  | 1                   |